# Sweet Exorcist (Band)
Sweet Exorcist waren eine britische Band, die als Vorreiter des sogenannten Bleep-Techno galten.

## Bandgeschichte
Die Band, deren Name auf ein Musikstück von Curtis Mayfield zurückging, bestand aus den beiden Musikern Richard H. Kirk (Cabaret Voltaire) und Richard „DJ Parrot“ Barratt (später Mitglied bei All Seeing I). Kirk und Barratt kannten sich beide seit Mitte der 1980er Jahre. Barratt war 1986 bereits mit Cabaret Voltaire auf Tour gegangen. Nachdem sie bereits früher an einzelnen Stücken gearbeitet hatte, schlug Barratt Kirk vor, einen Track aus Studio-Testtönen vor. Im Januar 1990 erschien auf Warp Records die Single Testone. Das Stück gilt als eines der ersten Bleep-Techno-Tracks. Das zweite Release war die Single Clonk, die ebenfalls auf Warp erschien. Zu beiden Veröffentlichungen erschienen auch Remix-Versionen.
Im Jahr 1991 veröffentlichte das Duo die C.C.E.P., die später auch als CD-Version C.C.E.D. erschien. 1994 erschien auf Touch Records das Album Spirit Guide To Low Tech.
Warp veröffentlichte 2011 das Kompilation-Album RetroActivity.

## Diskografie
Alben
- 1994: Spirit Guide To Low Tech (Touch Records)
- 2011: RetroActivity (Compilation Album; Warp Records)

Singles & EPs
- 1990: Testone (Warp Records)
- 1990: Testone Remixes (Warp Records)
- 1990: Clonk (Warp Records)
- 1990: Per Clonk (Remix) (Warp Records)
- 1991: C.C.E.P. (Warp Records)
- 1991: Popcone (Plastex)